# 地区自治体
地区自治体（ちくじちたい、英語: district municipality）は、カナダや南アフリカ共和国などに設けられている自治体の一種。

## カナダ・ブリティッシュコロンビア州
ブリティッシュコロンビア州の州法は、自治体として法人化される領域の面積が800ヘクタール（8km2）を超え、人口密度が1ヘクタールあたり5人未満（12あたり500人）の場合、それを地区自治体と称すると定めている。ただし、ノースバンクーバー地区 (District of North Vancouver) の事例のように、副総督の指示がある場合は、これとは異なる分類で法人化がなされる場合もある。

## カナダ・オンタリオ州
現状ではひとつだけ存在する地区自治体として、Muskoka District Municipality がある。これは、以前はディストリクトのひとつであったが、オンタリオ州のいわゆるコテージ・カントリー (cottage country) の中心に位置していたことから、おもに観光産業による著しい都市化と不動産開発が進行し、結果的にディストリクト（隣接する Parry Sound District などと同格）から昇格して、ヨーク地域 (Regional Municipality of York) など、地域自治体 (regional municipality）と同様の権能をもっている。

## 南アフリカ共和国
南アフリカ共和国における地区自治体は、州 (province) の下位区分である。南アフリカ共和国には、大都市/メトロポリタン (metropolitan)、地区/ディストリクト (district)、局地/ローカル (local) と、3種類の自治体がある。地区自治体は、多数の局地自治体をまとめて構成されている。地区自治体や大都市自治体の土地の大部分は、大きな都市やその周辺地域となっている。南アフリカ共和国内には、大都市自治体8、地区自治体44があり、後者はさらに局地自治体226に区分されている。